# تقلا برای سلامتی
تقلا برای سلامتی (انگلیسی: Hustling for Health) یک فیلم صامت آمریکایی است که در سال ۱۹۱۹ منتشر شد.

## بازیگران
- استن لورل
- باد جیمیسون
- ماری موسکینی
- جیمز پروت
- کلارین سیمور
- نوآ یانگ
- دوروثیا والبرت
- مارگارت جاسلین
- بل میچل